# 서울 중구의회
서울 중구의회는 서울특별시 중구 지역을 관할하는 기초의회이다.